# Truncatoflabellum angustum
Truncatoflabellum angustum är en korallart som beskrevs av Stephen D. Cairns och Zibrowius 1997. Truncatoflabellum angustum ingår i släktet Truncatoflabellum och familjen Flabellidae. Inga underarter finns listade i Catalogue of Life.